# (5535) Annefrank
(5535) Annefrank es un asteroide perteneciente al cinturón de asteroides descubierto por Karl Wilhelm Reinmuth desde el Observatorio de Heidelberg-Königstuhl, Alemania, el 23 de marzo de 1942.

## Designación y nombre
Annefrank fue designado inicialmente como 1942 EM.
Más adelante, en 1995, se nombró en honor de Ana Frank (1929-1945).

## Características orbitales
Annefrank está situado a una distancia media de 2,212 ua del Sol, pudiendo alejarse hasta 2,353 ua y acercarse hasta 2,071 ua. Su excentricidad es 0,06368 y la inclinación orbital 4,248 grados. Emplea en completar una órbita alrededor del Sol 1202 días. El movimiento de Annefrank sobre el fondo estelar es de 0,2995 grados por día.

## Características físicas
La magnitud absoluta de Annefrank es 13,7. Tiene 4,8 km de diámetro y un periodo de rotación de 15,12 horas.
En 2002, la sonda espacial Stardust pasó a una distancia de 3079 kilómetros de su superficie. Descubrió que sus dimensiones son 6,6×5,4×3,4 kilómetros, aproximadamente el doble del calculado con anterioridad. Las fotografías mostraron que era muy irregular y estaba cubierto de cráteres. A partir de esas fotografías se calculó su albedo en 0,24.[cita requerida]